# Фридрих Вильгельм I (курфюрст Гессена)
Фридрих Вильгельм I Гессен-Кассельский (нем. Friedrich Wilhelm I.; 20 августа 1802, замок Филиппсруэ близ Ханау — 6 января 1875, Прага) — курфюрст Гессена (Гессен-Касселя) в период 1847—1866 годов, единственный выживший сын курфюрста Вильгельма II и Августы, принцессы прусской (дочери Фридриха Вильгельма II Прусского).

## Биография
Слушал лекции в Марбурге и Лейпциге.
В 1821 году, когда его отец, вследствие афиширования своей любовной связи с Эмилией Ортлепп, возведённой им в достоинство графини Рейхенбах, поссорился со своей женой, Фридрих Вильгельм был на стороне матери и уехал из Касселя.
Революция 1830 года и изгнание народом графини Рейхенбах в январе 1831 года принудили курфюрста провозгласить своего сына Фридриха Вильгельма соправителем и выехать из страны, фактически передав сыну всю власть. Это было встречено народом весьма сочувственно. Однако скоро обнаружилось, что Фридрих Вильгельм как в личном своём поведении, так и в управлении страной намерен следовать по стопам отца.
В августе 1831 года он вступил в морганатический брак с Гертрудой Фалькенштейн (1806—1882), которая для этого развелась со своим мужем, прусским лейтенантом Леманом, и дал ей в сентябре 1831 года титул графини Шаумбург, а в 1853 году — княгини Ганау. Мать Фридриха Вильгельма не признавала этого брака; не признавало его и гессенское дворянство, не желавшее видеть своих дочерей при дворе женщины низшего происхождения. О том, чтобы германские дворы и гессенский ландтаг признали за детьми от этого брака права принцев, рождённых в равном браке, не могло быть и речи.
Ещё при отце Фридриха Вильгельма Гессен-Кассель получил конституцию (1831 год), одну из наиболее либеральных того времени; но Фридрих Вильгельм питал ненависть к конституционализму и вел энергичную борьбу с ландтагом.
В 1832 году министерский пост занял реакционер Гассенпфлуг, который преследовал печать, производил давление на суд, распускал без всяких оснований ландтаг, при выборах прибегал к грубому давлению, прямо не подчинялся решениям ландтага. Его деспотизм распространялся даже на мелочи; так, он строго запрещал чиновникам носить усы. В 1837 году он получил отставку вследствие личного столкновения с Фридрихом Вильгельмом, причины которого не вполне выяснены; но его место занял Шеффер, продолжавший ту же политику и даже с ещё большей бесцеремонностью и грубостью относившийся к народным представителям.
Одним из наиболее ярких проявлений реакции было преследование либерального марбургского профессора Йордана, которого четыре года (1839—1843) продержали в тюрьме по совершенно не доказанному обвинению сперва в государственной измене, а потом, за невозможностью доказать её, в недонесении о попытке государственной измены.
В 1847 году, после смерти отца, Фридрих Вильгельм сделался курфюрстом.
4 апреля 1844 года был награждён орденом Св. Андрея Первозванного.
Революция 1848 года принудила его дать отставку Шефферу, поручить формирование министерства либералу Эбергарду и принять ряд таких мер, как всеобщая амнистия, отмена цензуры и т. д.
Как только торжество реакции в Германии дало возможность вернуться на прежнюю дорогу, он поспешил в 1850 году дать отставку министерству и вновь призвать к власти Гассенпфлуга; последний попытался подавить народное движение полицейскими мерами, но это не удалось, и Фридрих Вильгельм призвал на помощь прусские войска. Конституция 1831 года была отменена, и в 1852 году октроирована новая.
В 1855 году Фридрих Вильгельм, опять-таки вследствие личного столкновения, вторично дал отставку Гассенпфлугу, но продолжал прежнюю политику. Только в 1862 году, уступая народному движению и настойчивому совету прусского короля, Вильгельма I, подкрепленному мобилизацией двух корпусов, Фридрих Вильгельм решился восстановить конституцию 1831 года.
Во время войны 1866 года между Пруссией и Австрией Фридрих Вильгельм стал на сторону последней, был арестован и отвезён в Штеттин.
17 сентября 1866 года Пруссия заключила с ним договор, по которому он, за денежное вознаграждение, отказывался от своих прав. До самой смерти, однако, он мечтал об их восстановлении, для чего старательно, но совершенно безрезультатно, вел из Праги агитацию в своём бывшем государстве. Вследствие этого прусское правительство в 1869 году наложило секвестр на его личное имущество.

## Семья
26 июня 1831 года Фридрих Вильгельм женился (морганатически) на Гертруде Фалькенштейн (18 мая 1803, Бонн — 9 июля 1882, Прага), дочери Иоганна Готфрида Фалькенштейна (сына Николаса Фалькенштейна и Маргариты Хейсс) и Магдалены Шульц (дочери Иоганна Людвига Альберта Шульца и Софии Круппс).
Гертруда Фалькенштейн была с 1822 года женой лейтенанта Карла Михаэля Леманна (1787—1882), от брака с которым у неё было два сына — Отто (1823—1907) и Эдуард (1827—1896). После заключения брака с Фридрихом Вильгельмом она получила титул графини Шаумбургской (1831) и княгини Ганау-Горжовицской (1853)
У Фридриха Вильгельма и Гертруды было девять детей, которые получили титул князей Ганау:
- Августа Мария Гертруда (21 сентября 1829 — 18 сентября 1887), муж с 1849 года князь Фердинанд Максимилиан III Изенбург-Бюндинген (1824—1903).
- Александрина (22 декабря 1830 — 20 декабря 1871), муж с 1851 года принц Феликс Гогенлоэ-Эрингенский (1818—1900)
- Фридрих Вильгельм (18 ноября 1832 — 14 мая 1889), дважды был женат морганатическими браками: с 1856 года на актрисе Августе Бирнбаум (1837—1862), позднее графине Шаумбург, с 1875 года на актрисе Людовике Глёде (1840—1912)
- Мориц (4 мая 1834 — 24 марта 1889), 1-й князь Ганау, морганатическая жена с 1875 года Анна фон Лоссберг (1829—1876)
- Вильгельм (19 февраля 1836 — 3 июля 1902), 2-й князь Ганау. 1-я жена с 1868 (развод в 1870) принцесса Елизавета (1841—1926), дочь Георга Вильгельма, князя Шаумбург-Липпе, 2-я жена с 1890 года графиня Елизавета Липпе-Вейссенфельдская (1868—1952)
- Мария (22 августа 1839 — 26 марта 1917), жена с 1857 года (развод в 1872) принца Вильгельма Гессен-Филипсталь-Бархфельда (1831—1890)
- Карл (29 ноября 1840 — 27 января 1905), 3-й князь Ганау, жена с 1882 года графиня Гермина Гроте (1859—1939)
- Генрих (8 декабря 1842 — 15 июля 1917), 4-й князь Ганау, жена (морганатический брак) с 1917 года Марта Ригель (1876—1943)
- Филипп (29 декабря 1844 — 28 августа 1914), жена (морганатический брак) с 1875 года Альбертина Хубачек-Штаубер (Hubatschek-Stauber; 1840—1912)